# Intef II
Uahanj Intef, o Intef II, c. 2118-2069 a. C. (von Beckerath) fue un rey de la dinastía XI, durante el primer periodo intermedio de Egipto. 

## Biografía
Fue gobernante de Uaset (Tebas) y el sucesor de su hermano, Intef I.
En esta época Egipto estaba fragmentado entre varias dinastías locales. Después de la muerte del nomarca Anjtifi, Intef II fue capaz de reunir bajo su mando todos los nomos meridionales desde Uaset (Tebas) hasta la primera catarata del Nilo.
Inicialmente las relaciones con el Jety III, de Heracleópolis Magna, fueron bastante cordiales pero Intef atacó y conquistó el nomo de Afroditópolis aunque pronto sería recuperado por el nuevo nomarca de Heracleópolis, Merykara. También tomó la ciudad principal del nomo tinita, Abidos. La ciudad cambió de manos varias veces, pero Intef finalmente quedaría victorioso, extendiendo su reino hasta el nomo XIII.

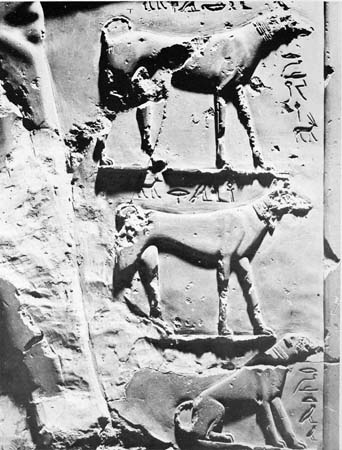
Relieve de los canes de Intef II. Museo Egipcio de El Cairo.

Después de estas guerras, se establecieron relaciones más amistosas y el resto de su reinado sería pacífico. La situación en la frontera se tornaría incierta durante un tiempo pero Intef II puso las bases de la ofensiva definitiva que acometerá Mentuhotep I.

### Testimonios de su época
En la sala de antecesores de Karnak Intef II es mencionado como sucesor de Intef I y predecesor de Intef III. En el templo de Montu en Tod existe un relieve en el que se representa a Mentuhotep I con Intef II e Intef III ofrendando al dios Montu. Los primeros testimonios del dios Amón en Karnak fueron fechados durante su reinado.
A Intef II se le enterró en una tumba, horadada en la roca, en Saff el-Kisasiya, en la ribera occidental de Tebas, próxima a la de su hermano y predecesor, Intef I. En la capilla de la tumba, se encontró una estela con un relieve del faraón y sus perros. La estela es muy famosa porque muestra a sus perros favoritos y sus nombres, no egipcios, con las traducciones egipcias. Seguramente es la representación más antigua de unos perros con sus nombres. Estos son Behekay "gacela", Abaqer "galgo" y Pehetes "negro" (Museo Egipcio de El Cairo).
Reconstruyó el templo de Satet en Elefantina. Una Estela en Tebas, menciona a Uahanj Intef.

## Titulatura
| Titulatura | Jeroglífico | Transliteración (transcripción) - traducción - (referencias) |

| G5 |

| G5 |

| V29 | S34 |

| V29 | S34 |

| V29 | S34 |

| V29 | S34 |

| G5 |

| G5 |

| V29 | S34 |

| V29 | S34 |

| V29 | S34 |

| V29 | S34 |

|                |    |     |       |
| \| \| \| \| \| |    |     |       |
|                |    |     |       |
| G39            | N5 | W25 | n&t&f |

| G39 | N5 | W25 | n&t&f |

|                |    |     |       |
| \| \| \| \| \| |    |     |       |
|                |    |     |       |
| G39            | N5 | W25 | n&t&f |

| G39 | N5 | W25 | n&t&f |

|                |    |     |       |
| \| \| \| \| \| |    |     |       |
|                |    |     |       |
| G39            | N5 | W25 | n&t&f |

| G39 | N5 | W25 | n&t&f |

|                |    |     |       |
| \| \| \| \| \| |    |     |       |
|                |    |     |       |
| G39            | N5 | W25 | n&t&f |

| G39 | N5 | W25 | n&t&f |

|                   |    |     |      |       |
| \| \| \| \| \| \| |    |     |      |       |
|                   |    |     |      |       |
| G39               | N5 | W25 | O29V | n&t&f |

| G39 | N5 | W25 | O29V | n&t&f |

|                   |    |     |      |       |
| \| \| \| \| \| \| |    |     |      |       |
|                   |    |     |      |       |
| G39               | N5 | W25 | O29V | n&t&f |

| G39 | N5 | W25 | O29V | n&t&f |

|                   |    |     |      |       |
| \| \| \| \| \| \| |    |     |      |       |
|                   |    |     |      |       |
| G39               | N5 | W25 | O29V | n&t&f |

| G39 | N5 | W25 | O29V | n&t&f |

|                   |    |     |      |       |
| \| \| \| \| \| \| |    |     |      |       |
|                   |    |     |      |       |
| G39               | N5 | W25 | O29V | n&t&f |

| G39 | N5 | W25 | O29V | n&t&f |